# Christo van Klaveren
Christo van Klaveren (Eindhoven, 13 juni 1965) is een Nederlands acteur.
Christo van Klaveren maakte zijn debuut in 1987 met de productie Droom van een Vrouw. Hierna begon hij zijn studie aan de Toneelacademie Maastricht, die hij in 1992 afrondde.
Hij speelde vervolgens acht jaar bij het Noord Nederlands Toneel in Groningen. Daar vertolkte hij vele hoofdrollen, onder andere in Total Loss van Karst Woudstra, De Vaderlozen, The Importance of Being Earnest en de eerste Nederlandse opvoering van ART. Ook speelde hij bij Het Nationale Toneel in de productie Mevrouw Warrens Beroep. Vanaf 2000 speelde hij in verschillende musicals, zoals Koning van Katoren, 3 Musketiers, Crazy for You, Droomvlucht en Saturday Night Fever.
Naast zijn theaterwerk speelde hij in diverse televisieseries, zoals 12 steden, 13 ongelukken, GTST, Oppassen!!!, Medisch Centrum West, Russen, Spangen en Dokter Tinus.

## Filmografie
Theater
- Droom van een Vrouw (1987) - Rick
- De Vrek (1991) - Cléante
- De Storm (1992) - Ferdinand
- Total Loss (1992) - Duco van Poelgeest
- Midzomernachtsdroom - Theseus
- De Stille Grijzen van een Winterse Dag in Oostende (1993) - Constant van Scharrenburg
- Mevrouw Warrens Beroep (1994) - Frank Gardner
- ART (1996) - Serge
- Othello (1996) - Cassio
- Platonov - De Vaderlozen (1997) - Triletski
- The Importance of Being Earnest (1997) - John Worthing
- Wilhelmina (1999) - Engelandvaarder
- Koning van Katoren (2000) - Burgemeester
- 3 Musketiers (2003) - Koning Lodewijk XIII
- Crazy for You (2004) - Bela Zangler
- Pinokkio (2011) - Raoul
- Droomvlucht (2011) - Oberon
- Saturday Night Fever (2012) - Vader Manero

Film
- Ivanhood (1992) - Ivanhood

Televisie
- Help! (1992) - Peter
- Medisch Centrum West (1993) - Peter Blok
- 12 steden, 13 ongelukken (1993) - Frank
- 12 steden, 13 ongelukken (1994) - Rob de Wolf
- Oppassen!!! (1995) - Rob
- In naam der Koningin (1996) - De Kock
- Baantjer (2000) - Robert Breman
- Spangen (2001) - Schouwarts
- Trauma 24/7 (2002) - Van Herk
- Russen (2002) - Buurman
- Goede tijden, slechte tijden (2002) - Broer Sebas
- Slavernij (2002) - Blankofficier
- Hartslag (2003) - internet-date
- Samen (2005) - Leonardo
- Voetbalvrouwen (2006) - Joost
- Juliana II (2008) - Loudon
- Goede tijden, slechte tijden (2009) - Advocaat van Delft
- Rembrandt en ik (2010) - Dokter Bueno
- Dokter Tinus (2013) - Mick